# Wapen van Hoogheemraadschap Amstelland

Het wapen van het Hoogheemraadschap Amstelland

Het wapen van het Hoogheemraadschap Amstelland werd op 15 juni 1876 per Koninklijk Besluit aan het Nederlandse Hoogheemraadschap Amstelland toegekend. Het wapen bleef tot 1991 in gebruik omdat het hoogheemraadschap op ging in Amstel en Vecht. De keizerlijke kroon in het wapen verwijst naar het feit dat Karel V zelf het hoogheemraadschap bevestigd heeft als waterbeheerder. De kroon en adelaar zijn overgenomen in het Wapen van Amstel en Vecht. Toen dat waterschap in 1997 fuseerde tot het Hoogheemraadschap Amstel, Gooi en Vecht is het wapen van Amstel en Vecht in zijn geheel overgenomen.

## Blazoenering
De blazoenering van het wapen luidde als volgt:
Een ovaal schild van goud, welks rand omwonden is met linten van sinopel, beladen met vijf door linten van sinopel onderling verbonden kleinere wapenschilden, voorstellende en pointe het wapen van Ouder-Amstel, ter regterzijde van boven dat van Diemen, van onderen dat van Mijdrecht, ter linkerzijde van boven dat van Uithoorn, van onderen dat van Baambrugge. Het schild is gedekt met den Duitsche Keizerskroon en wordt gehouden door den dubbelen van keel getongden adelaar van sabel.
Het gouden wapenschild is ovaal en de rand is omwonden met groene linten en vanaf de bovenzijde hangt een groen lint met daaraan vijf kleinere wapenschildjes. Helemaal bovenaan het wapen van Ouder-Amstel, rechts daaronder, voor de kijker links, dat van Diemen en daaronder dat van Mijdrecht. Links onder het wapen van Ouder-Amstel de wapens van Uithoorn en Abcoude-Baambrugge. Boven op het schild een keizerskroon, de Rudolfinische keizerskroon. Achter het schild staat een dubbelkoppige adelaar met rode tongen.

## Vergelijkbare wapens
De volgende wapens worden op het wapen van het hoogheemraadschap getoond:

Het wapen van Ouder-Amstel
Het wapen van Diemen
Het wapen van Uithoorn
Het wapen van Mijdrecht
Het wapen van Abcoude-Baambrugge